# 紐迪高體育會
紐迪高體育會 (Clube Náutico Capibaribe)，一般稱為紐迪高，巴西累西腓的一个体育俱乐部。该俱乐部最重要的项目是足球、游泳。“Náutico”在西班牙語中意為“航海”。
Capibaribe是巴西伯南布哥州的一條河流，這個詞來源於圖皮人的名字Caapiuar-y-be或Capibara-ybe，意思是「水豚」。